# Conrad Ludwig Diehl
Conrad Ludwig Diehl (* 1. Mai 1810 in Annweiler, Erstes Kaiserreich; † (vor) 1863 in Nordamerika) war ein Revolutionär des Pfälzischen Aufstands 1849. In den Vereinigten Staaten gehörte er zu den Forty-Eighters und „Latin Farmers“ mit humanistischer Schulbildung.

## Leben
Conrad Ludwig Diehl war der Sohn des Notars und Abgeordneten Conrad Diehl (1776–1836) und der Dekanstochter Margarethe Louise Henriette geborene Harteneck.
Diehl ging auf das Gymnasium in Zweibrücken und studierte Rechtswissenschaften in Erlangen, Heidelberg und München. Während seines Studiums wurde er 1828 Mitglied der Burschenschaft Germania Erlangen und 1830 der Alten Heidelberger Burschenschaft; 1832 nahm er am Hambacher Fest teil. Im Zuge der Demagogenverfolgung kam er als Angehöriger der Heidelberger Burschenschaft wie viele Mitglieder wegen Hochverrats in Generaluntersuchung, die schließlich 1836 aufgehoben wurde. Das Schwarze Buch führte Diehl unter der Nummer „302“. Sein Examen legte er 1833 in München ab. Während der langen Wartezeit als Rechtskandidat vor dem zweiten Staatsexamen war er Gutsbesitzer in Annweiler. Das Notariat in Pirmasens konnte er 1845 übernehmen. In erster Ehe war Diehl mit Philippine Rossi verheiratet, eine geborene Lachenmayer wurde seine zweite Ehefrau.
Am 17. Mai 1849 wählten 28 Volksvertreter der pfälzischen Kantone, unter ihnen Diehl für den Kanton Pirmasens, eine Provisorische Regierung der Rheinpfalz. Diese ernannte bis Ende des Monats Civilkommissäre, die die bayerischen Landkommissäre ersetzten. Diehl war als solcher im Landkommissariat Pirmasens tätig. Die Anklag-Akte warf ihm 1850 vor, er habe als Civilkommissär „alle Anordnungen der revolutionären Gewalt“ vollzogen, „die unterste Schicht der Einwohner von Pirmasens auf jede Art zu den rohesten Pöbelexzessen“ aufgereizt, die Organisation und Bewaffnung der Volkswehr betrieben, „drohend“ zur Eidesleistung auf die Reichsverfassung aufgefordert, Zwangsanleihen und die „Beraubung öffentlicher Kassen“ betrieben, Exekutionszüge in die Kantone Dahn und Waldfischbach verordnet und dort Gelder erpresst, Verhaftungen vorgenommen sowie Privatwaffen gewaltsam weggenommen, „mit bewaffneter Hand die königliche Gendarmerie“ entwaffnet, „Personen zu Geld- und Freiheitsstrafen willkürlich verurtheilt, und überhaupt in seiner Funktion sich den Beinamen eines türkischen Pascha’s durch seine Willkür“ erworben. Die „Wirksamkeit“ Diehls im Kanton Waldfischbach wurde als „terroristisch“ bezeichnet. Am 28. Mai ließ Diehl in Pirmasens einen zweiten Kantonalausschuss zur Verteidigung der Reichsverfassung wählen, dessen Mitglieder radikale Demokraten waren und fast geschlossen unter Hochverratsverdacht kamen. Am 16. Juni flüchtete Diehl beim Einrücken der preußischen Truppen nach Frankreich.
Die Anklag-Akte führt Diehl als „entlassenen Notär“ unter der Nummer „122“ und führt seinen Steckbrief auf: 44 bis 46 Jahre alt, 5 Schuh, 9 Zoll groß, von stark untersetzter Statur, dunkelblonden Haaren und Augenbraunen, flacher Stirne, grauen Augen, dicker Nase, aufgeworfenen Lippen, starkem Barte, etwas spitzem Kinn, vollem breitem Gesichte, gesunder Gesichtsfarbe, gerader Haltung, düsterem Aussehen, und sehr rohem barschen Benehmen.
Von Frankreich ging Diehl nach Nordamerika. Er wurde Farmer, Notar, Friedensrichter und Zinseinnehmer in Illinois. Mit dem Arzt Philipp Franz Weigel aus Dahn gehörte Diehl zum Freundeskreis von Friedrich Hecker; gemeinsam kauften sie eine Farm. Die pfälzische Justiz hatte ihn am 28. September 1851 in Abwesenheit zum Tode verurteilt.

## Familie
Diehls Sohn Conrad Rossi-Diehl (1842–1926) studierte bei Wilhelm von Kaulbach und wurde als Maler und Kunsterzieher bekannt. Ludwig Greiner, Außenminister der fünfköpfigen Provisorischen Regierung, war Diehls Vetter. Der Adlerapotheker Ludwig Conrad Lippack (1805–1880), 1849 Bürgermeister der Revolution in Pirmasens und Präsident des zweiten Kantonalausschusses war ebenfalls ein naher Verwandter. Er hatte die Nummer „73“ in der Anklag-Akte, wurde in Zweibrücken inhaftiert (Nummer „30“) jedoch im Schwurgerichtsprozess freigesprochen. Das Urteil des Zuchtpolizeigerichts wurde von drei auf zwei Jahre vermindert. Die Familie Diehl war eine Gerberfamilie in Annweiler, die 1671 und um 1756 Bürgermeister stellte.

## Belege
1. 1 2 3 4  Rudolf H. Böttcher: Conrad Ludwig Diehl – Der „Pascha“ und der zweite Kantonalausschuß. In: Die Familienbande der pfälzischen Revolution 1848/1849. Ein Beitrag zur Sozialgeschichte einer bürgerlichen Revolution. Sonderheft des Vereins für Pfälzisch-Rheinische Familienkunde. Band 14. Heft 6. Ludwigshafen am Rhein 1999. S. 297–298.
2. ↑  c) Konrad Ludwig Diehl. In: Auszug aus dem Register der Urtheile des königlichen Appellationsgerichtes der Pfalz zu Zweibrücken. Zweibrücken 1850. S. 24.
3. ↑  Anklag-Akte. Zweibrücken 1850. S. 152.
4. ↑  Anklag-Akte. S. 137.
5. ↑  Anklag-Akte. S. 145.
6. ↑  122. Konrad Ludwig Diehl. In: Anklag-Akte. S. 112.
7. ↑  Rudolf H. Böttcher: Der „edle“ Hecker und der bayrische Kriegsminister. In: Die Familienbande der pfälzischen Revolution 1848/1849. Ludwigshafen am Rhein 1999. S. 270.
8. ↑  library.princeton.edu: Conrad Rossi-Diehl. Englisch, abgerufen am 6. Juli 2024.

| Personendaten    | Personendaten                 |
| ---------------- | ----------------------------- |
| NAME             | Diehl, Conrad Ludwig          |
| KURZBESCHREIBUNG | bayerischer Revolutionär      |
| GEBURTSDATUM     | 1. Mai 1810                   |
| GEBURTSORT       | Annweiler, Erstes Kaiserreich |
| STERBEDATUM      | 1863                          |